# 조토쿠 (1097년)
조토쿠(承徳, じょうとく)는 일본의 연호(元号) 중 하나이다.
- 전후 : 에이초(永長) 이후 - 고와(康和) 이전.
- 시기 : 1097년 ~ 1098년
- 천황 : 호리카와 천황

## 개원(改元)
- 에이초 2년 11월 21일(율리우스력 1097년 12월 27일), 천변, 지진, 홍수, 태풍 등에 의해 개원.
- 조토쿠 3년 8월 28일(율리우스력 1099년 9월 15일), 고와로 개원된다.

## 출전
『주역』의 「幹父用譽，承以德也。」

## 서력과의 대조표
| 조토쿠      | 원년       | 2년        | 3년        |
| ----------- | ---------- | ---------- | ---------- |
| 서기 (西紀) | 1097년     | 1098년     | 1099년     |
| 간지 (干支) | 정축(丁丑) | 무인(戊寅) | 기묘(己卯) |

## 같이 보기
- 일본의 연호 일람

| 이전 에이초 | 일본의 연호 1097년 ~ 1099년 | 다음 고와 |